# Václav Havel
Václav Havel ([ˈvaːt͡slaf ˈɦavɛl]; Praag, 5 oktober 1936 – Hrádeček, 18 december 2011) was een Tsjechisch schrijver, dissident en politicus. Hij was de laatste president van Tsjecho-Slowakije en de eerste van Tsjechië.

## Begin (1936-1959)
Havel kwam uit een rijk gezin. Terwijl de communisten in 1948 aan de macht kwamen, bleek zijn bourgeois-afkomst een nadeel. Hij had problemen om zich in te schrijven voor een goede hogere opleiding. Na de middelbare school in 1951 werkte hij als laboratoriumassistent. Intussen volgde hij avondcursussen. Van 1954-1956 studeerde hij kort aan de Technische Universiteit, gevolgd door het vervullen van de militaire dienstplicht (1957-1959).
Vanaf zijn vijftiende interesseerde hij zich voor poëzie, en kwam in contact met de latere Nobelprijswinnaar Jaroslav Seifert.

## Theater (1959-1968)
Vanaf 1959 werkte hij in verschillende theaters, eerst als toneeltechnicus, later ook als toneelschrijver. Ondertussen studeerde hij aan de Hogeschool voor Drama.
In 1963 vond de eerste openbare opvoering van een toneelstuk van zijn hand plaats (Het Tuinfeest - Zahradní slavnost). Het is een satire op de moderne bureaucratie. Zijn toneelstukken staan in de traditie van het absurde theater met belangrijke invloeden van Franz Kafka. In 1964 trouwde hij met Olga Šplíchalová. In 1967 rondde hij zijn studie af.
Havel schreef regelmatig voor tijdschriften, en was redacteur van het literaire blad Tvář.

## Dissident (1968-1989)
Na de beëindiging van de Praagse Lente in 1968 kreeg Havel een publicatieverbod opgelegd en werd zijn paspoort ingetrokken omdat zijn publicaties de overheid onwelgevallig waren. Vanaf deze tijd waren de activiteiten van Havel veel meer politiek gericht. De Tsjecho-Slowaakse overheid beschouwde hem als gevaarlijk. In het westen kreeg hij steeds meer bekendheid als dissident. Tussen 1970 en 1989 zat hij drie maal gevangen en bracht in totaal vijf jaar in gevangenschap door.
Havel was in 1977 een van de grondleggers van Charta 77, een beweging die de Tsjecho-Slowaakse overheid wees op schendingen van mensenrechten. Deze beweging kreeg veel erkenning en steun in de westerse wereld.

### Erasmusprijs voor Václav Havel
In 1986 ontving Václav Havel de Erasmusprijs. Oorspronkelijk wilde het stichtingsbestuur van de Praemium Erasmianum de prijs uitreiken aan Charta 77, maar de minister van Buitenlandse Zaken Hans van den Broek verzette zich daar persoonlijk tegen, omdat het hier een "politiek delicate zaak betreft". In overleg met premier Ruud Lubbers werd besloten de prijs uit te reiken aan een persoon die de waarden en ideeën van Charta 77 symboliseerde.
Vervolgens stoorde het kabinet zich aan de dankrede die Havel bij de acceptatie van de prijs in Rotterdam wilde laten voorlezen. Het ging er daarbij ten eerste om dat Havel benadrukte dat hij de prijs als een eerbewijs aan Charta 77 beschouwde en ten tweede om een passage waarin Havel zich kritisch uitdrukte over de onderdrukking van de mensenrechten door de Tsjecho-Slowaakse overheid. Na politieke druk van o.a. de Tweede Kamer ging het kabinet uiteindelijk akkoord met het voorlezen van de oorspronkelijke tekst van de dankrede.

## President (1989-2003)
In 1989, tijdens de Fluwelen Revolutie, speelde Havel een belangrijke rol in het Burgerforum (Tsjechisch: Občanské fórum) en op 29 december werd hij door het parlement gekozen als president van Tsjecho-Slowakije. Op 5 juli 1990 werd hij bij de vrije verkiezingen door het parlement tot president gekozen. In 1992 werd Tsjecho-Slowakije tegen de zin van Havel gesplitst in Tsjechië en Slowakije. In februari 1993 werd Havel voor vijf jaar gekozen als president van Tsjechië. In 1998 volgde zijn herverkiezing voor een tweede termijn van vijf jaar. Toen de tweede termijn in 2003 afliep, was een derde periode grondwettelijk onmogelijk.

### Internationale activiteiten
Tijdens en vooral na zijn presidentschap ontwikkelde Havel diverse internationale activiteiten. Zo richtte hij een internationaal comité op voor democratie op Cuba. Dankzij Havel heeft het Tsjechische ministerie van buitenlandse zaken een afdeling voor democratische omwenteling, die zich vooral richt op Wit-Rusland, Birma en Cuba. Al vele jaren is hij erelid van de Club van Rome en de Club van Boedapest.

### DocumentaireBurger Havel
De eerste maanden van 2008 bezochten honderdduizenden inwoners van Praag de bioscoop voor het zien van de documentaire Občan Havel ("Burger" of Citizen Havel, met een knipoog naar Orson Welles' film Citizen Kane). De drie uur durende film over de dertien jaar dat Havel president was illustreert pijnlijk hoe de Tsjechische politiek na de val van het Oost-Europees communisme in snel tempo zijn onschuld verloor en wegzakte in cynische partijpolitieke en onderlinge intriges. Burger Havel is een uitzonderlijke documentaire, gemaakt door huisvriend Pavel Koutecký, die dertien jaar lang de president met de camera in zijn werkzame en persoonlijke leven mocht volgen, tot in de slaapkamer toe. Dat was wel op voorwaarde dat de beelden pas vijf jaar na afloop van Havels presidentschap voor het eerst zouden worden vertoond.
Koutecký maakte het einde van zijn filmproject overigens niet meer mee, hij overleed in 2006 bij een ongeluk.
De schrijver en man-van-het-volk Havel zag de documentaire zelf pas twee maanden na de officiële bioscooppremière, in het Praagse filmhuis Světozor. De oud-dissident en -president vond het nog steeds moeilijk om naar zichzelf te kijken. Een oordeel over de film gaf hij niet. Aan een tafeltje in het filmhuiscafé, zo berichtten verslaggevers, "zat een broze oude man. Roken mag hij al lang niet meer van de dokter en voor zijn neus staat een glaasje whisky dat maar langzaam leger wordt. Maar het gevoel voor humor en de indrukwekkende zelfspot zijn nog bij de inmiddels 71-jarige intact". "Vroeg of laat word ik natuurlijk vergeten," zei Havel bij die gelegenheid, "maar gelukkig is er nog altijd die foto waarop ik met Arnold Schwarzenegger sta". De schrijver-politicus met de hoge morele integriteit mopperde na afloop ook over de filmposter die speciaal voor de documentaire was gemaakt. Daarop wordt de burger die vóór 1989 voortdurend werd vervolgd, gevangen zat en daarna min of meer tegen zijn zin de eerste president werd van het 'vrije' Tsjecho-Slowakije, afgebeeld met zijn hond en twee verschillende sokken. Havel: "Maar wat ik vooral erg vind is de man op die poster."
Havel overleed op zondag 18 december 2011 op 75-jarige leeftijd in zijn buitenhuisje in Hrádeček in zijn slaap.
In 2013 werd de Europese Mensenrechtenprijs, die de drie jaar wordt toegekend door de Raad van Europa, opgedoopt tot de Václav Havel Prijs. In 2017 werd het Vaclav Havelgebouw van het Europees Parlement in Straatsburg naar hem vernoemd.

## Vertaalde boeken en essays
- Poging om in de waarheid te leven. Essay over Charta 77 - Amsterdam, Van Gennep, 1986 ISBN 90-6012-705-6 (Moc bezmocných, 1979)
- Brieven aan Olga - Baarn, De Prom, 1986 ISBN 90-6801-027-1 (Dopisy Olze, 1984)
- Naar alle Windstreken - Baarn, de Prom, 1990 ISBN 90-6801-246-0 (Do různých stran, 1989), bloemlezing uit essays, open brieven en redevoeringen uit de periode 1968-1989.
- Verhoor op afstand. Een gesprek met Karel Hvíz̆d̆ala - Baarn, de Prom, 1991 ISBN 90-6801-252-5 (Dálkový výslech, 1986)
- Angst voor de vrijheid. Redevoeringen van een president - Amsterdam, Van Gennep, 1992 ISBN 90-6012-929-6 (Projevy ,1990), bundeling van in 1990 gehouden toespraken van Havel, met als centrale thema's vrijheid en dictatuur, wederzijds begrip en streven naar waarheid.
- Zomeroverpeinzingen - Baarn, de Prom 1992 ISBN 90-6801-328-9 (Letní přemítání, 1991), kanttekeningen.
- Het ambtsbericht - Amsterdam, Pegasus, 2016 ISBN 978-90-6143-425-2

Over hem:
- Eda Kriseová: Václav Havel. Biografie - Baarn, de Prom, 1992 ISBN 90-6801-266-5 (v Brně, 1991)
- Michael Zantovsky: Václav Havel. Een leven - Antwerpen, De Bezige Bij, 2014 ISBN 978-90-8542-442-0 (Havel. A life, 2014)

## Vertaald toneelwerk
- Audiëntie - UDD 1976 (Audience, 1975), eenakter
- Vernissage - UDD 1976 (Vernisáž, 1975), eenakter
- Protest - UDD 1978 (Protest, 1978), eenakter
- Largo desolato - International Theatre Bookshop/Publiekstheater 1987 (Tsjech. 1984); met uitvoerig voorwoord
- De verzoeking - International Theatre & Filmbooks/Holland Festival 1992 (Pokoušení, 1985)
- Het vertrek - Erasmusfestival 2008 (Odcházení, 2007)
- Het tuinfeest - Pegasus 2011 (Zahradní slavnost, 1963)

## Hoorspel
- De schutsengel - (Andel strázý, 1968)

## Onderscheidingen
- 1986 - Erasmusprijs
- 1989 - Vredesprijs van de Duitse Boekhandels
- 1989 - Olof Palme-prijs
- 1990 - Four Freedoms Award Freedom Medal
- 1990 - Internationale Simón Bolívar-prijs (UNESCO)
- 1990 - Bilbao-prijs voor de Bevordering van een Cultuur van Mensenrechten (UNESCO)
- 1991 - De Deense Sonningprisen,  voor 'zijn uitmuntende bijdragen aan de Europese cultuur'.
- 1995 - Geuzenpenning
- 1997 - J. William Fulbright Prize for International Understanding
- 2004 - Light of Truth Award